# La notte quando è morto Pasolini
Pour plus de détails, voir Fiche technique et Distribution.
La notte quando è morto Pasolini est un téléfilm documentaire italien réalisé par Roberta Torre et sorti sur Rai 3 en 2009.

## Synopsis
Dans une interview exclusive, Giuseppe Pelosi, le seul suspect du meurtre de Pasolini, parle du procès et de sa version des faits. Le 26 avril 1976, il a été condamné en première instance comme seul auteur du meurtre. En 2005, il a tenté de rejeter la responsabilité sur des inconnus, puis sur les frères Borsellino, Franco et Giuseppe, alors décédés. La motivation de Pelosi pour ne pas les avoir inculpés plus tôt était que, grâce à leur mort, il n'avait plus à craindre de conséquences éventuelles pour lui et sa famille.
Une version semblable à la précédente, mais plus élaborée, est présentée dans laquelle il associe le passage à tabac de Pasolini, qui a eu lieu à l'hydroaéroport d'Ostie, à un groupe d'agresseurs (« un grand groupe » selon Pelosi) dirigé par les célèbres frères Borsellino qui ont ordonné à Pelosi de se taire. Après l'avoir menacé de mort, ils lui ont enlevé la bague qu'il portait au doigt afin que l'enquête se concentre uniquement sur lui. À ce moment-là, Pelosi, 17 ans, choqué, s'est enfui, avant d'être arrêté par une voiture de patrouille des Carabiniers.

## Fiche technique
- Titre original italien : La notte quando è morto Pasolini[1]
- Réalisateur : Roberta Torre
- Scénario : Roberta Torre
- Photographie : Adriano Marcori
- Montage : Roberto Missiroli
- Musique : Roberta Torre
- Société de production : Rosettafilm, Accademia Perduta Romagna
- Pays de production :  Italie
- Langue originale : italien
- Format : Couleurs
- Durée : 25 minutes
- Genre : téléfilm documentaire
- Date de sortie :
  - Italie : 14 mai 2009 (Rai 3)

## Distribution
- Pier Paolo Pasolini : images d'archives
- Giuseppe Pelosi : lui-même
- Roberta Torre : interviewer

## Exploitation
- Festival international du film de Locarno 2009[2],[3]
- Rencontres internationales du documentaire de Montréal – 2010
- Festival international du cinéma indépendant de Buenos Aires – 2010
- Festival international du film de Bari – 2010
- Festival del Documentario Marcellino – 2015